# دوري الدرجة الأولى الروماني 2017–18
دوري الدرجة الأولى الروماني 2017–18 (بالرومانية: Liga I 2017-2018)‏ هو الموسم 100 من  دوري الدرجة الأولى الروماني. أقيم خلال الفترة 14 يوليو 2017 وحتى 2 يونيو 2018، وكان عدد الأندية المشاركة فيه  14، وفاز فيه سي إف آر كلوج.